# 부전강 발전소
부전강 발전소(赴戰江發電所)는 장진강의 지류인 부전강 상류 계곡의 해발 1,200m 지점에 댐을 축조하여 면적 240km2, 주위 80km의 대저수지(부전호)를 만들고, 그 상류에 분수령 중복을 터널(27.5km)로서 물을 끌어들여 동해 사면에 흐르는 성천강에 낙하하여 낙차를 얻어 발전하는 유역변경 발전방식에 의한 발전소이다. 백암산(1,740m) 밑에 있는 송흥리 발전소(해발 580m)는 유효 낙차 707m, 최대 출전력 13만 kW로 그 규모가 동양 제1이라고 한다. 이 발전소는 흥남질소비료회사의 자가용 발전소로서 1929년에 준공된 것이며, 총 출력은 20만 kW이다.

## 참고 자료
- 이 문서에는 다음커뮤니케이션(현 카카오)에서 GFDL 또는 CC-SA 라이선스로 배포한 글로벌 세계대백과사전의 내용을 기초로 작성된 글이 포함되어 있습니다.